# Renalase
Renalase ist von Jianchao Xu (2004) erstbeschriebene Flavin-Adenin-Dinukleotid-abhängige Amin-Oxidase. Das Enzym wird von der Niere in das Blut abgegeben (sezerniert) und beeinflusst Blutdruck und Herzfunktion. Seine Katecholamin-abbauende Eigenschaft ist umstritten, nicht jedoch die kardiovaskuläre Wirkung.

## Wirkhypothese
Renalase baut in vitro Katecholamine ab, am stärksten Dopamin, gefolgt von Adrenalin und dann Noradrenalin. Beim Menschen ist die Expression des Renalase-Gens in der Niere am höchsten. Das Renalase-Gen ist aber auch im Herzen, im Skelettmuskel und im Dünndarm nachweisbar.
Bei Dialysepatienten ist im Vergleich zu gesunden Kontrollpersonen die Renalase-Konzentration im Plasma deutlich vermindert.
Bei Ratten führt die Infusion von Renalase zu einer verminderten Kontraktilität des Herzens, zu einem Abfall von Herzfrequenz und Blutdruck und verhindert einen kompensatorischen Anstieg des peripheren Gefäßwiderstandes.
Die posttranslationale Modifikation von im Blut befindlicher Prerenalase zum Enzym wird bei einem Catecholamin-Überschuss vorangetrieben, ebenso wie die Neusynthese.